# Стийв Маккуин
 Тази статия е за американския актьор.  За английския режисьор вижте Стийв Маккуин (режисьор).  
Стийв Маккуин (на английски: Steve McQueen), роден на 24 март 1930 г. и починал на 7 ноември 1980 г. е американски актьор, наричан „Кралят на якото“. Неговият образ на „антигерой“, който той развива в разгара на контрадвиженията срещу Виетнамската война, го прави един от най-прославените и високо платени актьори през 60-те и 70-те години. Маккуин е многократно номиниран и награждаван от различни фестивали и институции. Сред най-емблематичните филми с негово участие са Великолепната седморка (1960), Голямото бягство (1963), Аферата Томас Краун (1968), Булит (1968), Пеперудата (1973) и Ад под небето (1974). През 1974 г. той става най-високо платената филмова звезда в света.
Стийв Маккуин е също страстен автомобилен и мотоциклетен състезател. Докато учи актьорско майсторство, той се издържа частично с участие в мотоциклетни състезания. Всепризнато е неговото участие в собствените му филмови каскади, най-вече в повечето от сцените с преследване на коли във филма Булит. Той проектира и патентова специалните спортни (чашковидни) седалки и „транс-спирачките“ за състезателните автомобили.

## Избрана филмография
| Година | Филм                                | Оригинално заглавие              | Роля                               | Бележки                         |
| ------ | ----------------------------------- | -------------------------------- | ---------------------------------- | ------------------------------- |
| 1953   | „ Момиче в бягство“                 | Girl on the Run                  | Мъж се опитва да удари камбаната   | не кредитирана екстра           |
| 1956   | „Някой горе ме харесва“             | Somebody Up There Likes Me       | Федел                              | не кредитирана екстра           |
| 1958   | „Никога не обичай непознат“         | Never Love a Stranger            | Мартин Кейбъл                      |                                 |
| 1958   | „Петното“                           | The Blob                         | Стийв Андрюс                       |                                 |
| 1959   | „Големият банков обир в Сейнт Луис“ | The Great St. Louis Bank Robbery | Джордж Фаулър                      |                                 |
| 1959   | „Никога толкова малко“              | Never So Few                     | Бил Ринга                          |                                 |
| 1960   | „Великолепната седморка“            | The Magnificent Seven            | Вин                                |                                 |
| 1961   | „Машината за меден месец“           | The Honeymoon Machine            | лейт. Фъргюсън `Фърджи` Хауърд     |                                 |
| 1962   | „Ада е за герои“                    | Hell Is for Heroes               | Рийс                               |                                 |
| 1962   | „Войнолюбецът“                      | The War Lover                    | капитан Бъз Риксън                 |                                 |
| 1963   | „Голямото бягство“                  | The Great Escape                 | капитан Хилтс – Краля на карцера   |                                 |
| 1963   | „Войник в дъжда“                    | Soldier in the Rain              | сержант Юстис Клей                 |                                 |
| 1963   | „Любов с правилния непознат“        | Love with the Proper Stranger    | Роки Папасано                      |                                 |
| 1965   | „Скъпа, дъждът трябва да вали“      | Baby the Rain Must Fall          | Хенри Томас                        |                                 |
| 1965   | „Синсинати Кид“                     | The Cincinnati Kid               | хлапето от Синсинати               |                                 |
| 1966   | „Невада Смит“                       | Nevada Smith                     | Макс Санд / Невада Смит            |                                 |
| 1966   | „Песъчинки“                         | The Sand Pebbles                 | Джейк Холмън                       | номинация за „Оскар“            |
| 1968   | „Аферата Томас Краун“               | The Thomas Crown Affair          | Томас Краун                        |                                 |
| 1968   | „Булит“                             | Bullitt                          | Булит                              |                                 |
| 1969   |                                     | The Reivers                      | Буун Хугънбек                      |                                 |
| 1971   | „Льо Ман (филм)“                    | Le Mans                          | Майкъл Дилейни                     |                                 |
| 1972   | „Джуниър Бонър“                     | Junior Bonner                    | Джуниър `ДжР` Бонър                |                                 |
| 1972   | „Бягството“                         | The Getaway                      | Док Маккой                         |                                 |
| 1973   | „Пеперудата“                        | Papillon                         | Хенри `Папийон` Чарие              | номиниран за „Златен глобус“    |
| 1974   | „Ад под небето“                     | The Towering Inferno             | главен пожарникар Майкъл О`Халоран |                                 |
| 1976   | „Дикси динамита“                    | Dixie Dynamite                   |                                    | неплатен                        |
| 1978   | „Враг на хората“                    | An Enemy of the People           | доктор Томас Стокмън               | също е и изпълнителен продуцент |
| 1980   | „Том Хорн“                          | Tom Horn                         | Том Хорн                           | също е и изпълнителен продуцент |
| 1980   | „Ловецът“                           | The Hunter                       | Ралф `Папа` Торсън                 |                                 |

## Награди
Международен филмов фестивал – Москва 1963: 
- Награда за най-добър актьор за Стийв Маккуин за филма Голямото бягство